# 대한민국의 공정거래위원회 위원장
공정거래위원회 위원장(公正去來委員會 委員長)은 공정거래위원회를 대표하는 직위로, 장관급 정무직공무원으로 보한다.

## 임명
- 공정거래위원회 위원장은 대통령이 임명한다.

## 역할
- (정부조직법 제7조제1항) 각 행정기관의 장은 소관사무를 통할하고 소속공무원을 지휘·감독한다.
- (독점규제 및 공정거래에 관한 법률 제38조제1항) 위원장은 공정거래위원회를 대표한다.

## 역대 위원장

### 공정거래위원회 위원장
| 정부        | 대수           | 이름                          | 임기                              | 비고            |
| ----------- | -------------- | ----------------------------- | --------------------------------- | --------------- |
| 제5공화국   | 초대           | 최창락(崔昌洛)                | 1981년 5월 7일~1981년 11월 1일    | 차관급          |
| 제5공화국   | 2대            | 한봉수(韓鳳洙)                | 1981년 11월 2일~1983년 8월 27일   |                 |
| 제5공화국   | 3대            | 조경식(曺京植)                | 1983년 9월 19일~1987년 5월 18일   |                 |
| 제5공화국   | 4대            | 이진설(李鎭卨)                | 1987년 5월 26일~1988년 3월 4일    |                 |
| 노태우 정부 | 5대            | 최수병(崔洙秉)                | 1988년 3월 5일~1993년 3월 3일     |                 |
| 김영삼 정부 | 6대            | 한이헌(韓利憲)                | 1993년 3월 4일~1993년 12월 28일   |                 |
| 김영삼 정부 | 7대            | 오세민(吳世玟)                | 1993년 12월 28일~1994년 12월 25일 |                 |
| 김영삼 정부 | 8대            | 표세진(表世振)                | 1994년 12월 26일~1996년 3월 7일   |                 |
| 김영삼 정부 | 9대            | 김인호(金仁浩)                | 1996년 3월 8일~1997년 3월 5일     | 장관급으로 격상 |
| 김영삼 정부 | 10대           | 전윤철(田允喆)                | 1997년 3월 5일~2000년 8월 6일     |                 |
| 김대중 정부 | 10대           | 전윤철(田允喆)                | 1997년 3월 5일~2000년 8월 6일     |                 |
| 11대        | 이남기(李南基) | 2000년 8월 6일~2003년 3월 7일 |                                   |                 |
| 노무현 정부 | 12대           | 강철규(姜哲圭)                | 2003년 3월 7일~2006년 3월 9일     |                 |
| 노무현 정부 | -              | 강대형                        | 2006년 3월 9일                    | 직무대행        |
| 노무현 정부 | 13대           | 권오승(權五乘)                | 2006년 3월 9일~2008년 3월 8일     |                 |
| 이명박 정부 | 14대           | 백용호(白容鎬)                | 2008년 3월 8일~2009년 6월 22일    |                 |
| 이명박 정부 | 15대           | 정호열(鄭浩烈)                | 2009년 7월 28일~2011년 1월 2일    |                 |
| 이명박 정부 | 16대           | 김동수(金東洙)                | 2011년 1월 2일~2013년 2월 25일    |                 |
| 박근혜 정부 | 17대           | 노대래(盧大來)                | 2013년 3월 25일~2014년 12월 5일   |                 |
| 박근혜 정부 | 18대           | 정재찬(鄭在燦)                | 2014년 12월 8일~2017년 6월 13일   |                 |
| 문재인 정부 | 19대           | 김상조(金尙祚)                | 2017년 6월 13일~2019년 6월 21일   |                 |
| 문재인 정부 | -              | 지철호(池澈湖)                | 2019년 6월 21일~2019년 9월 8일    | 직무대행        |
| 문재인 정부 | 20대           | 조성욱(趙成旭)                | 2019년 9월 9일~2022년 9월 16일    |                 |
| 윤석열 정부 | 21대           | 한기정(韓基貞)                | 2022년 9월 16일~                  |                 |

## 같이 보기
- 공정거래위원회
- 공정거래위원회 부위원장
- 공정거래위원회 상임위원